# 謝爾蓋·謝爾蓋耶維奇·布卡
謝爾蓋·谢尔盖耶维奇·布卡（羅馬化：Serhii Serhiiovych Bubka；1987年2月10日—），乌克兰男子職業網球運動員，是乌克兰参加戴维斯杯代表队成员。他的父亲是著名撑杆跳高运动员谢尔盖·纳扎罗维奇·布勃卡。

## 外部連結
- 謝爾蓋·布卡（英文/西班牙文）的官方資料
- 謝爾蓋·布卡的國際網球總會 職業／青少年 官方資料（英文）
- 謝爾蓋·布卡的官方資料（英文）